# Tarzan, der Verteidiger des Dschungels
Tarzan, der Verteidiger des Dschungels (Originaltitel: Tarzan’s Savage Fury) ist ein US-amerikanischer Abenteuerfilm von Cy Endfield aus dem Jahr 1952. Grundlage für das Drehbuch waren die Tarzan-Romane von Edgar Rice Burroughs. Uraufgeführt wurde der Film am 14. März 1952. In Deutschland wurde der Film erstmals am 3. September 1953 in den Kinos gezeigt.

## Handlung
Lord Oliver Greystoke, ein Cousin Tarzans, ist auf seiner Afrika-Expedition von seinem Partner Rokov getötet worden. Seine Identität wird von einem anderen Engländer, Edwards, angenommen. Rokov und Edwards machen sich auf die Suche nach Tarzan, stehen dabei mit Kumpanen in Randini in Funkverbindung.
Tarzan rettet zur gleichen Zeit den amerikanischen Waisenjungen Joseph Martin vor angreifenden Eingeborenen. Er nimmt den Jungen zu sich nach Hause. Auf dem Heimweg ermutigt Tarzan den Jungen, den er Joey nennt, seine Angst vor Löwen zu bekämpfen. Er zeigt ihm, wie man die Tiere mit Blicken in die Flucht schlagen kann. Im Baumhaus stellt er Joey seiner Gefährtin Jane vor. Zur gleichen Zeit erreichen Rokov und Edwards den Ort. Nachdem sich Edwards als Lord Greystoke ausgegeben hat, liest er aus einem Tagebuch vor, dass von Tarzans Vater stammt. Als Tarzan ein Baby war, lebten Lord und Lady Greystoke bei dem geheimnisvollen Stamm der Wazuri. Die beiden erlangten das Vertrauen des Stammes. Sie bemerkten, dass die Wazuri ihre heiligen Stätten mit Diamanten verzierten. Edwards bittet Tarzan, ihm bei der Suche nach den Wazuri zu helfen, doch Tarzan lehnt ab. Jane wirft ein, Tarzan solle sich seiner Herkunft nicht verschließen. Vielleicht würden die Wazuri mit sich handeln lassen, wenn sie mitkäme.
Tarzan willigt ein und führt die Expedition durch den Dschungel, Jane, Joey und die Schimpansin Cheetah an seiner Seite. Während einer Flussüberquerung mit Flößen ist Rokov begierig, Flusspferde zu schießen. Die aufgescheuchten Tiere wollen flüchten und töten dabei einen der eingeborenen Träger. Tarzan ist wütend und erklärt, dass er nun das Kommando über die Expedition übernehme. Als die Gruppe den Dschungel hinter sich lässt, muss sie eine trockene Ebene überqueren. Dabei wird das Wasser knapp. Tarzan kann die durstige Truppe zu einer Quelle führen. Dort stiehlt Cheetah den Pass des getöteten Lords, den Edwards mit sich trägt. Rokov und Edwards haben Angst vor einer Entlarvung und jagen Cheetah.
Tarzan bemerkt, dass ihnen Kannibalen auflauern. Als die Kannibalen angreifen, tauchen die Wazuri auf und verjagen die Angreifer. Der Medizinmann des Stammes bezeichnet alle Weißen als Teufel, dennoch werden sie nicht getötet, nachdem ein englischsprechender alter Wazuri sich an Tarzans Vater und das Buch erinnert, mit dem er die Wazuri unterrichtet hat. Die Expedition wird vor den Häuptling gebracht, der den alten Krieger und Tarzan beauftragt, das Buch zu suchen.
Während Tarzan unterwegs ist, findet Jane den gestohlenen Pass. Sie bezichtigt Rokov des Betruges, woraufhin dieser per Funk seine Komplizen in Randini alarmiert. Sie sollen mit Flugzeugen kommen, die Wazuri ablenken, damit er und Edwards die Diamanten suchen können. Als Rokov in den Tempel eindringt, ersticht er den ihn überraschenden Medizinmann. Edwards bekommt Skrupel und gesteht Jane den Betrug. Jane schickt Joey und Cheetah zu Tarzan. Zur gleichen Zeit haben Tarzan und der alte Krieger den Ort gefunden, wo Tarzans Eltern gelebt haben. Mit einer Bibel kehren sie zu den Wazuri zurück.
In der Nähe begegnen Rokov und der mittlerweile kranke Edwards einem Rudel Löwen in einer Schlucht. Gerade als Tarzan ankommt, schubst Rokov Edwards unter die Löwen. Tarzan sagt er, Edwards sei gefallen, woraufhin Tarzan in die Schlucht klettern will. Dabei schießt Rokov auf ihn. Tarzan rutscht hilflos den Hang herunter und wird von einem Felsblock begraben. Rokov läuft davon um per Funk die Flugzeuge zu rufen. Joey sieht Tarzan, vertreibt die Löwen und kann seinen Freund befreien. Tarzan erreicht Rokov und kämpft mit ihm. Bei dem Kampf fällt Rokov von der Klippe zu Tode. Tarzan, Joey, Cheetah und der alte Krieger kehren mit den gestohlenen Diamanten in das Wazuri-Dorf zurück. Damit bewahrt Tarzan Jane davor hingerichtet zu werden. Cheetah hat Rokovs Funkgerät gefunden. Ihr Schnattern irritiert den Piloten dermaßen, dass er mit seinem Flugzeug abstürzt. Der alte Krieger liest aus der Bibel ein Kapitel zum Thema Teilen vor. Der Häuptling gibt Tarzan und Jane die Hälfte der Diamanten.

## Hintergrund
Im vierten Tarzan-Abenteuer mit Lex Barker in der Titelrolle spielte Dorothy Hart die Jane. Sie war damit die vierte Darstellerin der Gefährtin Barkers. Nach diesem Film spielte sie in nur noch einem weiteren Kinofilm mit und arbeitete danach nur noch für das Fernsehen. Auch für Kameramann Karl Struss, dem ersten Gewinner eines Kamera-Oscars der Filmgeschichte, war es der vierte Einsatz bei einem Tarzan-Film.
Auf dem Foto, das Lord Oliver Greystoke zeigt, ist Lex Barker mit einem Vollbart zu sehen.
Nach den vielen Tarzanfilmen, die sich nur der Romanfigur des Tarzans bedienen, nimmt dieser Film wieder mehr Bezug auf die Romanvorlage von Edgar Rice Burroughs. So wird hier eine Geschichte, die Tarzans wahre Herkunft anrührt, erzählt. Auch die Figur des Rokov ist an die Schurkengestalt „Rockoff“ aus den frühen Tarzan-Erzählungen angelehnt.

## Kritiken
„Weniger auf Glaubwürdigkeit als auf Unterhaltungseffekte setzende Serien-Kost ohne sonderliche Ambitionen“, meinte das Lexikon des internationalen Films. Cinema fand den Film „[d]ramaturgisch äußerst simpel“. Der Evangelische Filmbeobachter bezeichnete ihn als „Märchenkitsch um den sportlichen Urwaldmenschen“.

## Deutsche Fassung
Eine deutsche Synchronfassung entstand 1969 im Auftrag des ZDF im Fernsehstudio München Unterföhring unter der Synchronregie und nach dem Dialogbuch von Wolfgang Schick.
| Rolle   | Darsteller     | Synchronsprecher |
| ------- | -------------- | ---------------- |
| Tarzan  | Lex Barker     | Claus Jurichs    |
| Jane    | Dorothy Hart   | Heidelinde Weis  |
| Edwards | Patric Knowles | Joachim Hansen   |
| Joey    | Tommy Carlton  | Eva Mattes       |
| Rokov   | Charles Korvin | Thomas Braut     |
| Pilot   | Peter Mamakos  | Michael Gahr     |